# کونون
پاپ کونون (به انگلیسی: Conon) (تولد:۶۳۰ - درگذشت :۲۱ سپتامبر ۶۸۷)
یکی از پاپ‌های کلیسای کاتولیک رم بود که از ۶۸۶ تا ۶۸۷ میلادی پاپ بود.